# Arys Chien
Arys Chien（1972年—），華語樂壇音樂製作人、詞曲作者和編曲。目前以「深白色工作室」製作廣告電影配樂、「小白魚錄音室」處理錄音混音工作。
2005年，Arys Chien和女友端端組成「深白色二人組」，與艾迴唱片簽約，並於2006年和2007年發行了兩張創作專輯。於2008年與艾迴唱片解約之後，Arys Chien進入喜歡音樂擔任音樂總監至2010年，而後恢復自由工作者身份。
Arys Chien擅長的曲風為商業抒情歌、中板歌曲。在真實身份還沒曝光之前，有不少大眾猜測他是女性作者。